# چرخند حاره‌ای

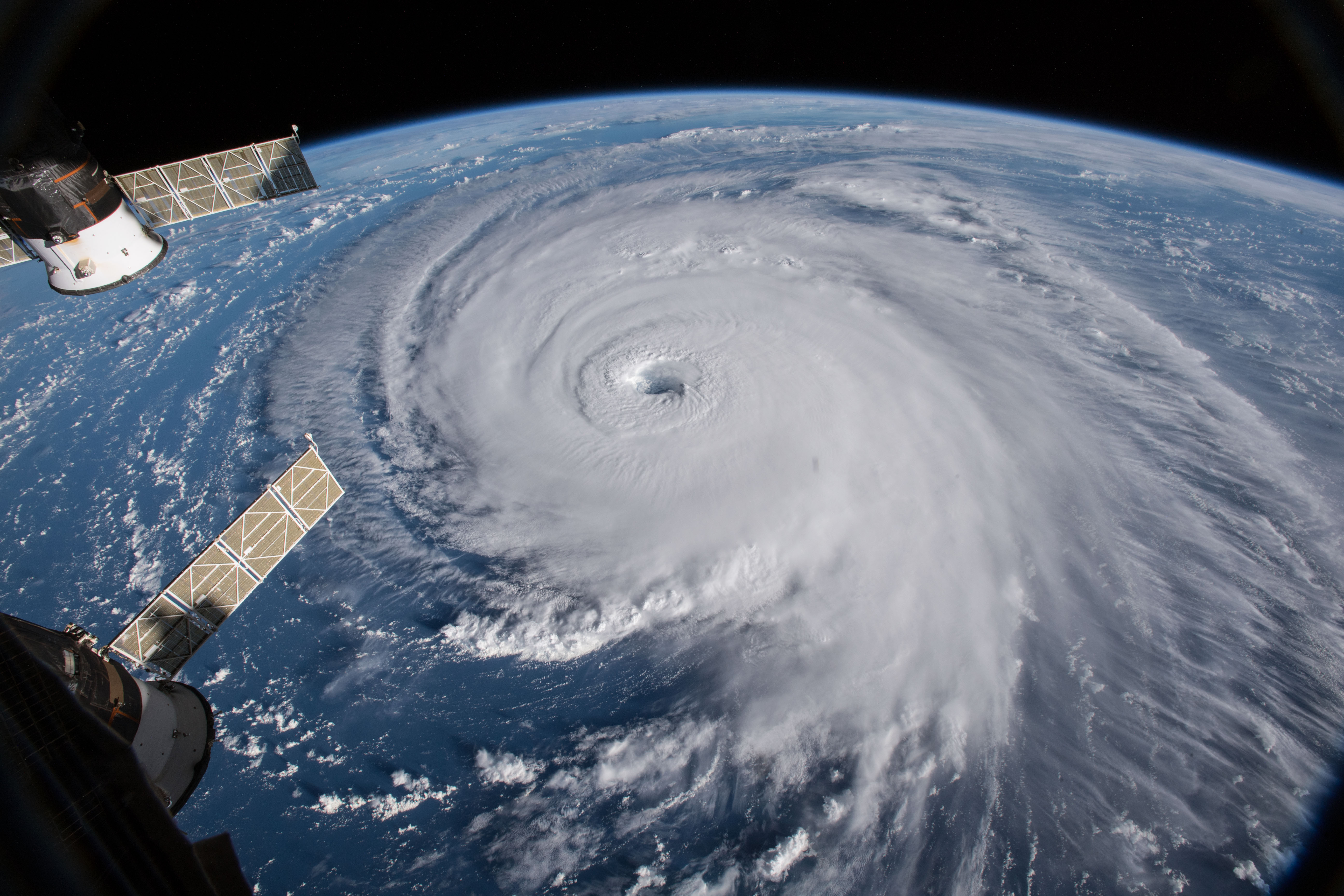
توفند فلورنس نمونه‌ای از یک چرخند حاره‌ای در سال ۲۰۱۸ از ایستگاه فضایی بین‌المللی: چشم توفان، چشم‌دیواره و نوارهای باران پیرامونی از مشخصه‌های چرخند حاره‌ای هستند.

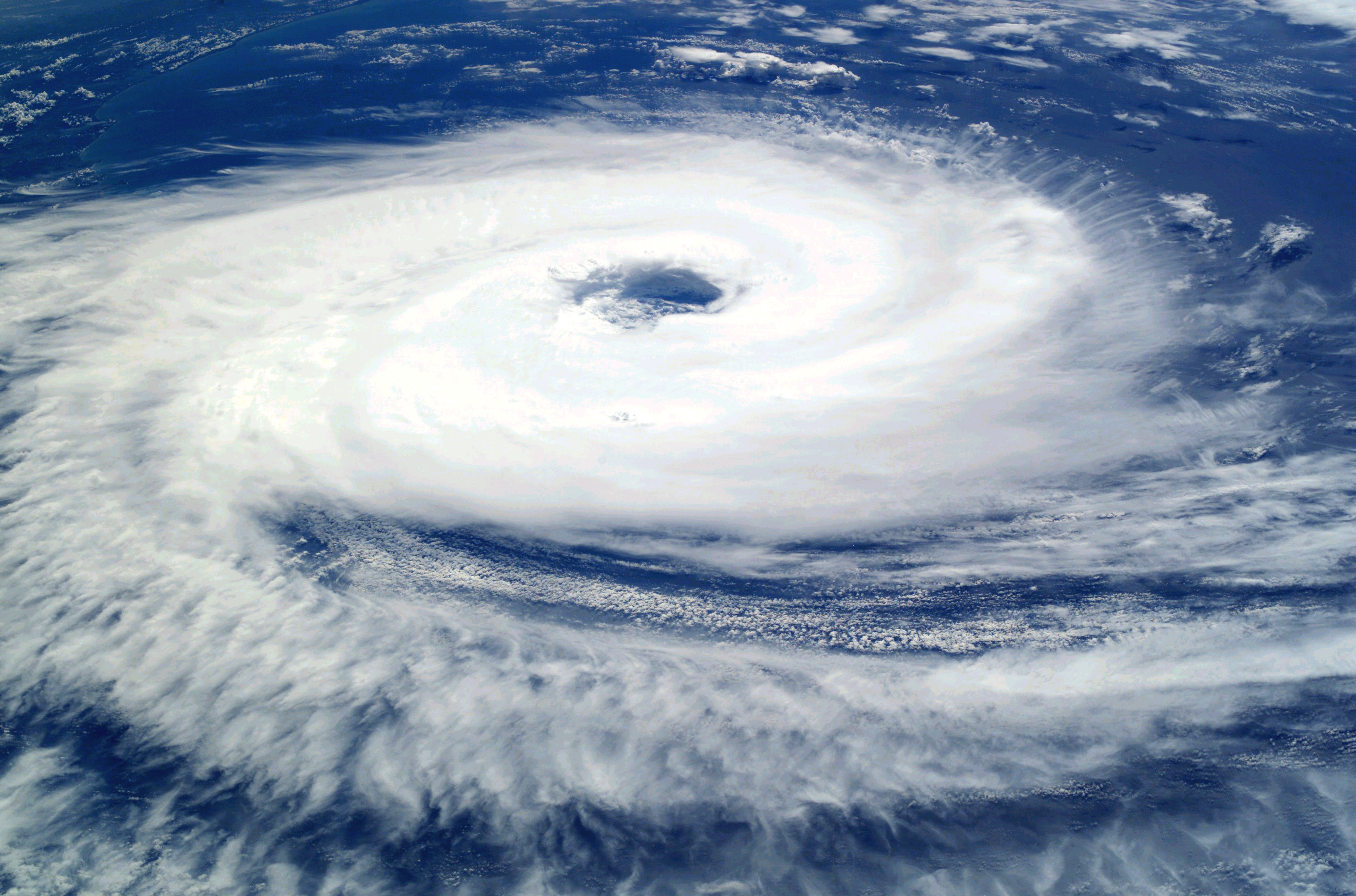
توفند کاترینا در جنوب اقیانوس اطلس

توفند پارما (چپ) و ملور (راست) در حین پدیده گردش به دور هم.

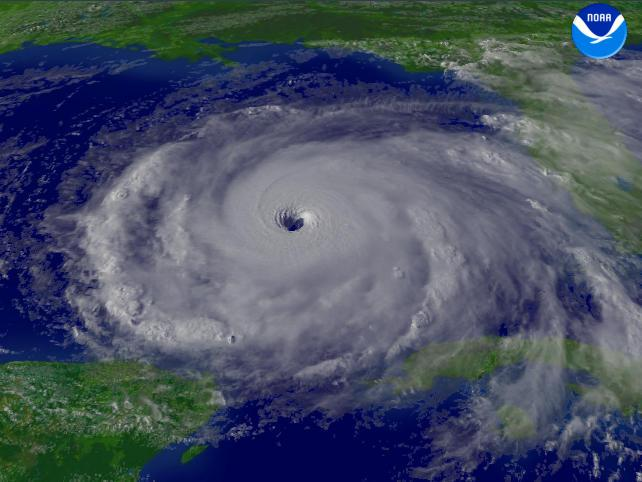
توفند ریتا در سال ۲۰۰۵. از این تصویر ماهواره‌ای مشخص است که اندازه و مقیاس توفند تا چه حدی پهناور است. شبه جزیره سمت راست ایالت فلوریدا است و توفند تقریباً تمامی شرق خلیج مکزیک را دربر گرفته.

چرخند حارّه‌ای (به انگلیسی: Tropical cyclone) یک سامانه جوّی و طوفانی به‌شدت متلاطم و به‌سرعت در حال چرخش است که مشخصه آن یک مرکز کم‌فشار، گردش جوی سطح پایین و بسته، بادهای قوی و آرایش مارپیچی توفان‌های تندری است که باعث ایجاد بارندگی شدید و سنگین و تندوزه می‌شود. چرخند حارّه‌ای، بسته به موقعیت و قدرت آن، به نام‌های توفَند (hurricane)، تیفون (typhoon)، توفان حارّه‌ای (tropical storm)، توفان چرخندی (cyclonic storm) و وافشار حارّه‌ای (tropical depression) یا به‌اختصار چرخند (cyclone) نیز شناخته می‌شود.
توفند نوعی چرخند حاره‌ای قوی است که در اقیانوس اطلس یا بخش شمال‌شرقی اقیانوس آرام رخ می‌دهد و تیفون نیز نوعی چرخند حاره‌ای است که در شمال‌غربی اقیانوس آرام پدید می‌آید. در اقیانوس هند و اقیانوس آرام جنوبی، طوفان‌های مشابه به عنوان «چرخندهای حارّه‌ای» شناخته می‌شوند. در دوران مدرن، به‌طور متوسط حدود ۸۰ تا ۹۰ چرخند حاره‌ای نام‌گذاری‌شده در هر سال در سراسر جهان تشکیل می‌شود که بیش از نیمی از آنها بادهایی با نیروی توفندی با سرعت ۶۵ گره (۱۲۰ کیلومتر بر ساعت؛ ۷۵ مایل بر ساعت) یا بیشتر ایجاد می‌کنند. چرخندهای حاره‌ای گرما را از مناطق حاره‌ای دور کرده و آن را به عرض‌های جغرافیایی مناطق معتدل منتقل می‌کنند. این پدیده نقش مهمی در سامانه اقلیمی زمین دارد. چرخندهای حاره‌ای می‌توانند برای مردم بسیار مضر و آسیب‌زا باشند.

## تعریف و واژه‌شناسی
چرخند حاره‌ای اصطلاحی عمومی برای سامانه‌های کم‌فشار غیر جبهه‌ای و هسته گرم در مقیاس سینوپتیک است که بر روی آب‌های مناطق حاره‌ای و جنب‌حاره‌ای در سراسر زمین شکل می‌گیرند. این |سامانه‌های کم‌فشار عموماً دارای یک مرکز کاملاً مشخص هستند که توسط همرفت جویعمیق و یک گردش باد بسته در سطح احاطه شده‌اند. تلقی کلی این است که چرخند حاره‌ای زمانی ایجاد می‌شود که میانگین سرعت بادهای سطحی به بیش از ۳۵ گره (۶۵ کیلومتر بر ساعت؛ ۴۰ مایل بر ساعت) برسد. فرض بر این است که در این مرحله یک چرخند حاره‌ای خودپایدار شده و می‌تواند بدون هیچ کمکی از محیط، به افزایش شدت خود ادامه دهد.
چرخند حاره‌ای بسته به موقعیت و قدرت آن، با نام‌های مختلفی مانند توفند، تیفون، توفان حاره‌ای، توفان چرخندی، وافشار حاره‌ای یا فقط چرخند شناخته می‌شود. توفند نوعی چرخند حاره‌ای قوی است که در اقیانوس اطلس یا شمال شرقی اقیانوس آرام شکل می‌گیرد و تیفون در شمال غربی اقیانوس آرام پدید می‌آید. در اقیانوس هند و اقیانوس آرام جنوبی، توفان‌های مشابه را چرخند حاره‌ای می‌نامند. در اقیانوس هند این توفان‌ها را به نام توفان‌های چرخندی شدید نیز نام‌گذاری می‌کنند.
حاره‌ای به خاستگاه جغرافیایی این سامانه‌ها اشاره دارد که تقریباً منحصراً در دریاهای مدارگانی شکل می‌گیرند. چرخند به حرکت دایره‌ای بادهای آنها اشاره دارد که به دور چشم مرکزی خود می‌چرخند. بادهای سطحی آنها نیز در نیم‌کره شمالی در جهت پادساعت‌گرد و در نیم‌کره جنوبی در جهت ساعت‌گرد می‌وزند. جهت مخالف گردش در دو نیم‌کره به‌دلیل اثر کوریولیس است.

## شکل‌گیری
چرخندهای حاره‌ای معمولاً بر روی توده‌های بزرگ آب نسبتاً گرم تشکیل می‌شوند. آنها انرژی خود را از طریق تبخیر آب از سطح اقیانوس اقیانوس به‌دست می‌آورند که در نهایت از طرق میعان به شکل ابر متراکم می‌شود و هنگام صعود هوای مرطوب و سردشدن تا حد اشباع، باران می‌بارد. این منبع انرژی با طوفان‌های چرخندی عرض‌های جغرافیایی میانی مانند نوریستر و توفان تندری اروپا متفاوت است. طوفان‌های چرخندی عرض‌های جغرافیایی میانی عمدتاً توسط تضادهای دمایی افقی نیرو می‌گیرند. قطر چرخندهای حاره‌ای معمولاً بین ۱۰۰ و ۲٬۰۰۰ کیلومتر (۶۲ و ۱٬۲۴۳ مایل) است.
بادهای چرخشی قوی یک چرخند حاره‌ای در نتیجه حفظ تکانه زاویه‌ای ناشی از حرکت وضعی زمین است، به‌گونه‌ای که هوا به سمت داخل به سمت محور چرخش جریان دارد. در نتیجه، چرخندها به ندرت در نزدیک‌تر از فاصله ۵ درجه عرض جغرافیایی نسبت به استوا تشکیل می‌شوند، اگرچه مواردی وجود داشته است. چرخندهای حاره‌ای به دلیل چینش مداوم باد قوی و وجود یک منطقه همگرایی درون‌حاره‌ای ضعیف، در اقیانوس اطلس جنوبی بسیار نادر هستند (اگر چه نمونه‌های گاه به گاه رخ می‌دهد)، در مقابل، رودباد شرقی آفریقا و مناطق ناپایدار جوّی باعث ایجاد چرخند در اقیانوس اطلس و دریای کارائیب می‌شود.
منبع انرژی اولیه برای این نوع طوفان‌ها، آب‌های گرم اقیانوس است، بنابراین، این طوفان‌ها معمولاً زمانی که بالا یا نزدیک آب‌های دریا و اقیانوس هستند، قوی‌تر بوده و به‌سرعت در خشکی ضعیف می‌شوند. این وضعیت باعث می‌شود که مناطق داخلی نسبت به مناطق ساحلی در برابر طوفان‌ها آسیب پذیرتر باشند. در این میان، ساکنان جزایر مناطق حارّه با بزرگ‌ترین تهدید روبرو هستند، اگرچه سیل جزر و مدی اغلب در سواحل قاره‌ها بدتر از جزایر است. آسیب‌های ساحلی ممکن است ناشی از باد و باران شدید، امواج بلند (به دلیل باد)، خیزآب (به دلیل باد و تغییرات شدید فشار) و و پتانسیل تشکیل پیچند (تورنادو) باشد.

## عملکرد
چرخندهای حاره‌ای هوا را از یک منطقه بزرگ جذب کرده و آب موجود در آن هوا را به صورت بارندگی در یک منطقه بسیار کوچک‌تر متمرکز می‌کنند. ٰاین دوباره پر کردن هوای حاوی رطوبت پس از باران ممکن است باعث باران شدید چند ساعته یا چند روزه به فاصله تا ۴۰ کیلومتر (۲۵ مایل) از خط ساحلی و بسیار فراتر از مقدار آبی که جوّ محلی در هر زمان در خود دارد شود. این بارش‌ها به نوبه خود می‌تواند منجر به طغیان رودخانه، سیل زمینی و غلبه بر ساختارهای محلی کنترل آب در یک منطقه بزرگ شود.

## ساختار
از نظر قدرت وزشی می‌توان توفندها را به پنج دسته تقسیم کرد. دسته ۱ ضعیف‌ترین بادها و دسته پنج شدیدترین بادها را دارد.
شعاع یک توفند از زیر ۲۲۰ کیلومتر تا بیش از ۸۰۰ کیلومتر می‌تواند باشد. عمر یک توفند در حدود یک هفته است.
به دلیل ساختار هیدرودینامیکی توفندها، این سیستم‌های جوی (بر خلاف گردبادها) زیاد بر روی خشکی دوام نمی‌آورند و لذا فقط در مناطق استوایی و مرطوب به وفور پدید می‌آیند.
توفند کاترینا را می‌توان از مشهورترین توفندهای دوران اخیر دانست.

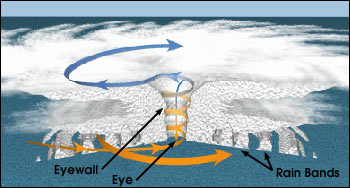
ساختار کلاسیک یک چرخند حاره‌ای
چگونگی جریانهای حلقه‌ای داخل یک چرخند حاره‌ای
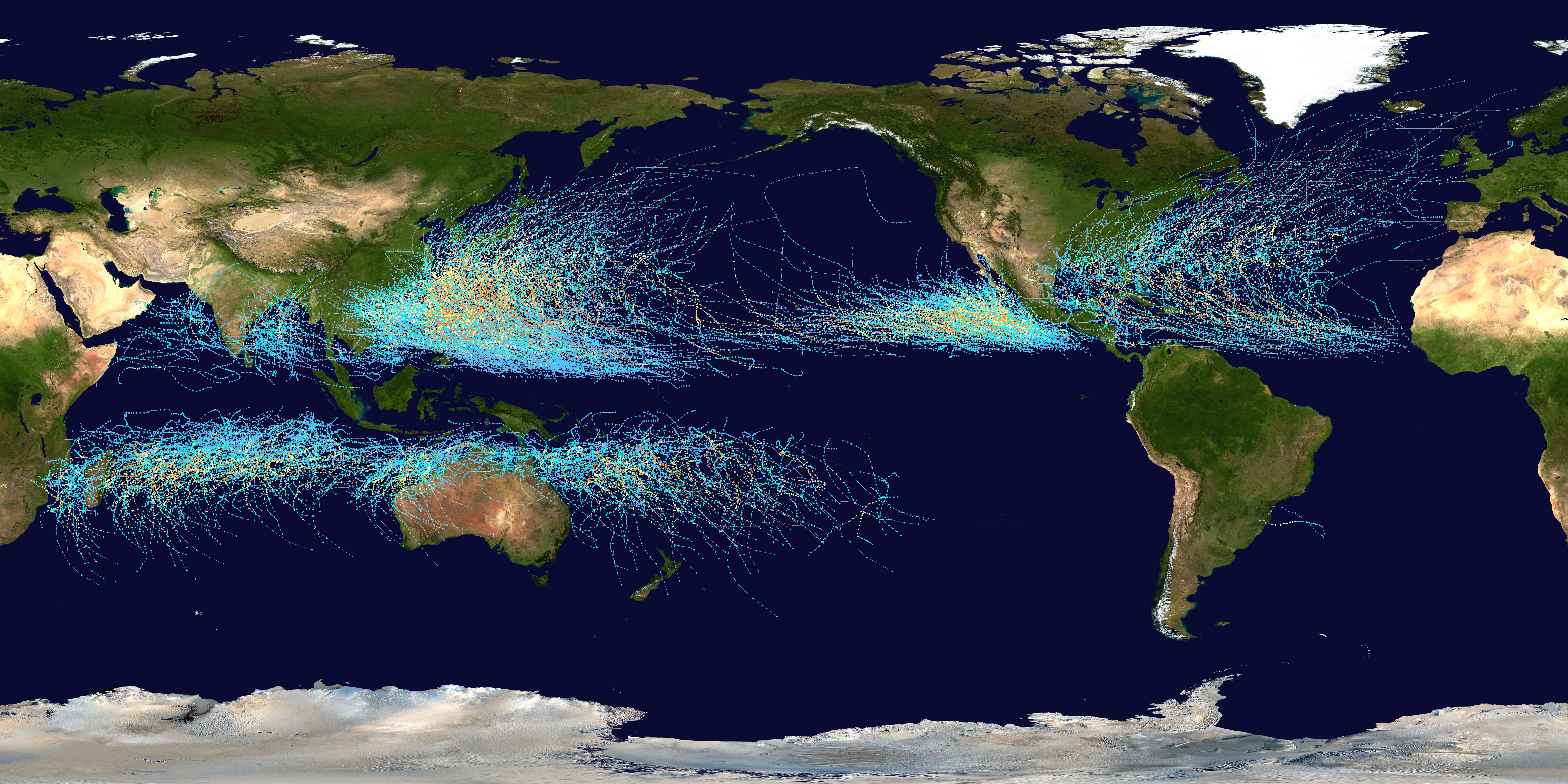
نقشه مسیرهای چرخندهای حاره‌ای بین سال‌های ۱۹۸۵-۲۰۰۵
توفند امیلی در سال ۲۰۰۵. جزایر کوبا، جاماییکا، و کشورهای آمریکای لاتین به خوبی در نقشه مشخصند.

## نمونه‌ها در تاریخ
- چرخند گونو
- توفند کاترینا
- توفند آیک